# مجلس الهيدروجين
مجلس الهيدروجين (بالإنجليزية: Hydrogen Council)‏ هي منظّمة عالمية يقودها عدد من الشركة رائدة في مجال الطاقة والنقل والصناعة والاستثمار لتطوير اقتصاد الهيدروجين. هدفها الرئيسي هو تسريع الاستثمار في تطوير وتسويق الهيدروجين وصناعات خلايا الوقود، وتشجيع أصحاب المصلحة الرئيسيين على زيادة دعمهم للهيدروجين كجزء من مزيج الطاقة في المستقبل.